# 迈纳斯维尔 (犹他州)
迈纳斯维尔（英文：Minersville），是美国犹他州比弗县下属的一座城市。建市于 1859年，面积大约为0.64平方英里（1.7平方公里），海拔约为5,282英尺（1,610米）。根据2010年美国 人口普查，该市有人口907人。